# Supilinn
Supilinn (del estonio "Ciudad de la sopa") es un barrio de la ciudad de Tartu, en Estonia. Está situado justo al norte del barrio de Kesklinn, que es el barrio del centro de la ciudad. Está limitado por el margen derecho del río Emajõgi. Supilinn tiene una población de 1790 (datos del 31 de diciembre de 2011). Con un área de 0.48 km², es el barrio más pequeño de la ciudad de Tartu.
Supilinn es especialmente famosa por sus coloridas casas de madera y por los curiosos nombres de las calles, correspondientes a varios alimentos, como por ejemplo las calles del guisante, la patata o el melón.

## Galería de imágenes

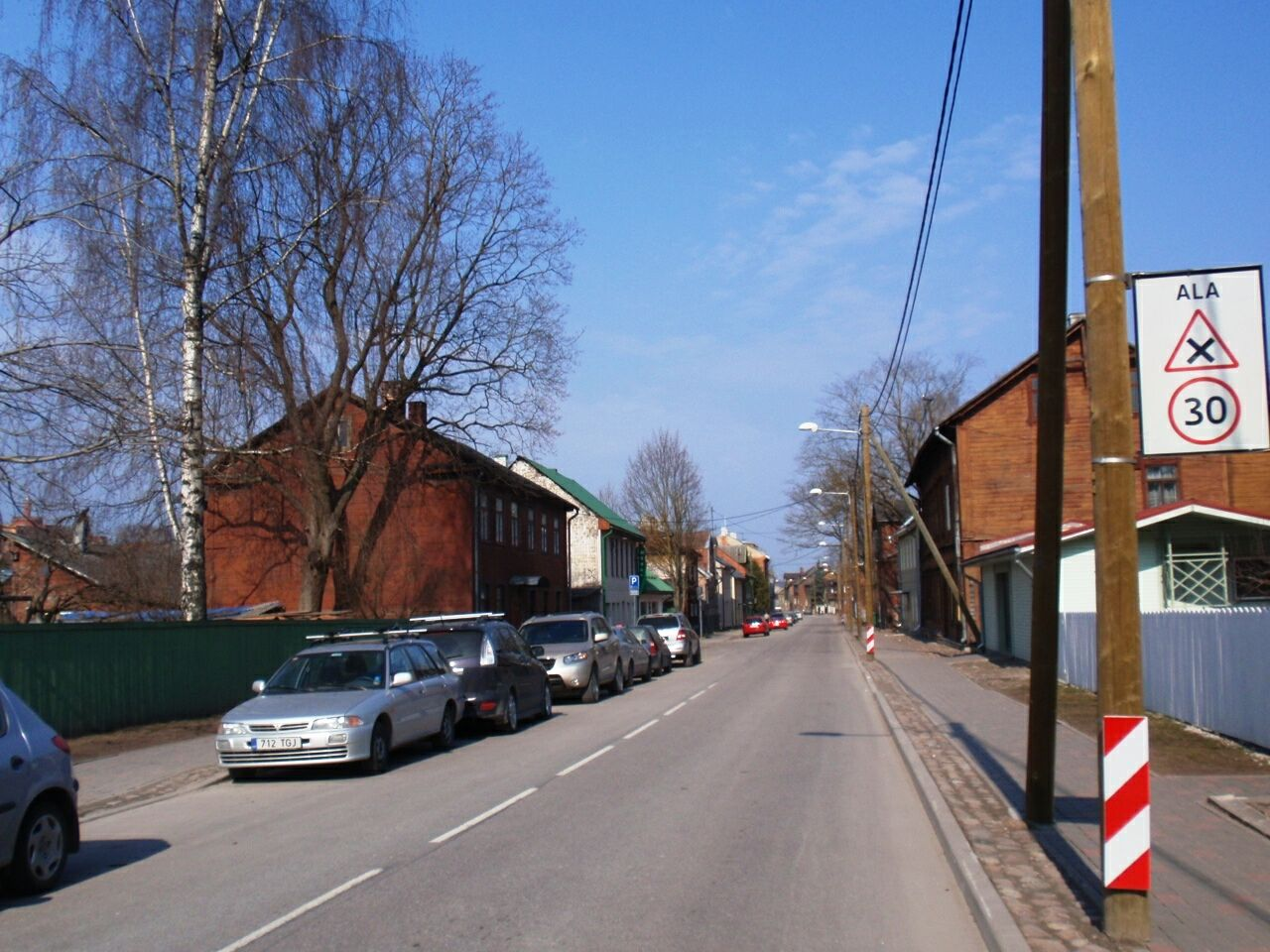
Entrada al barrio desde el centro de la ciudad, por la calle Herne (Guisante).
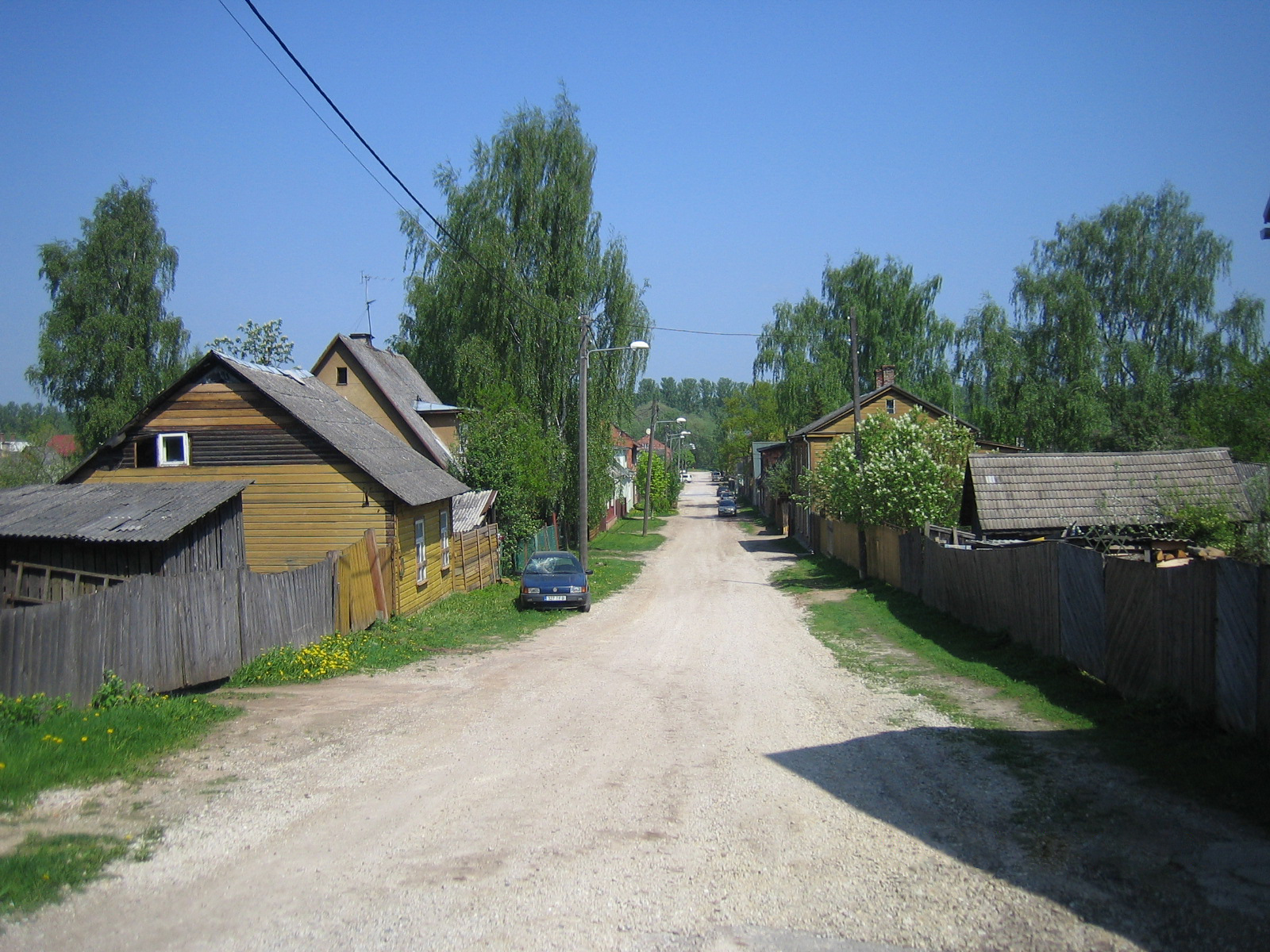
Calle Meloni (Melón)
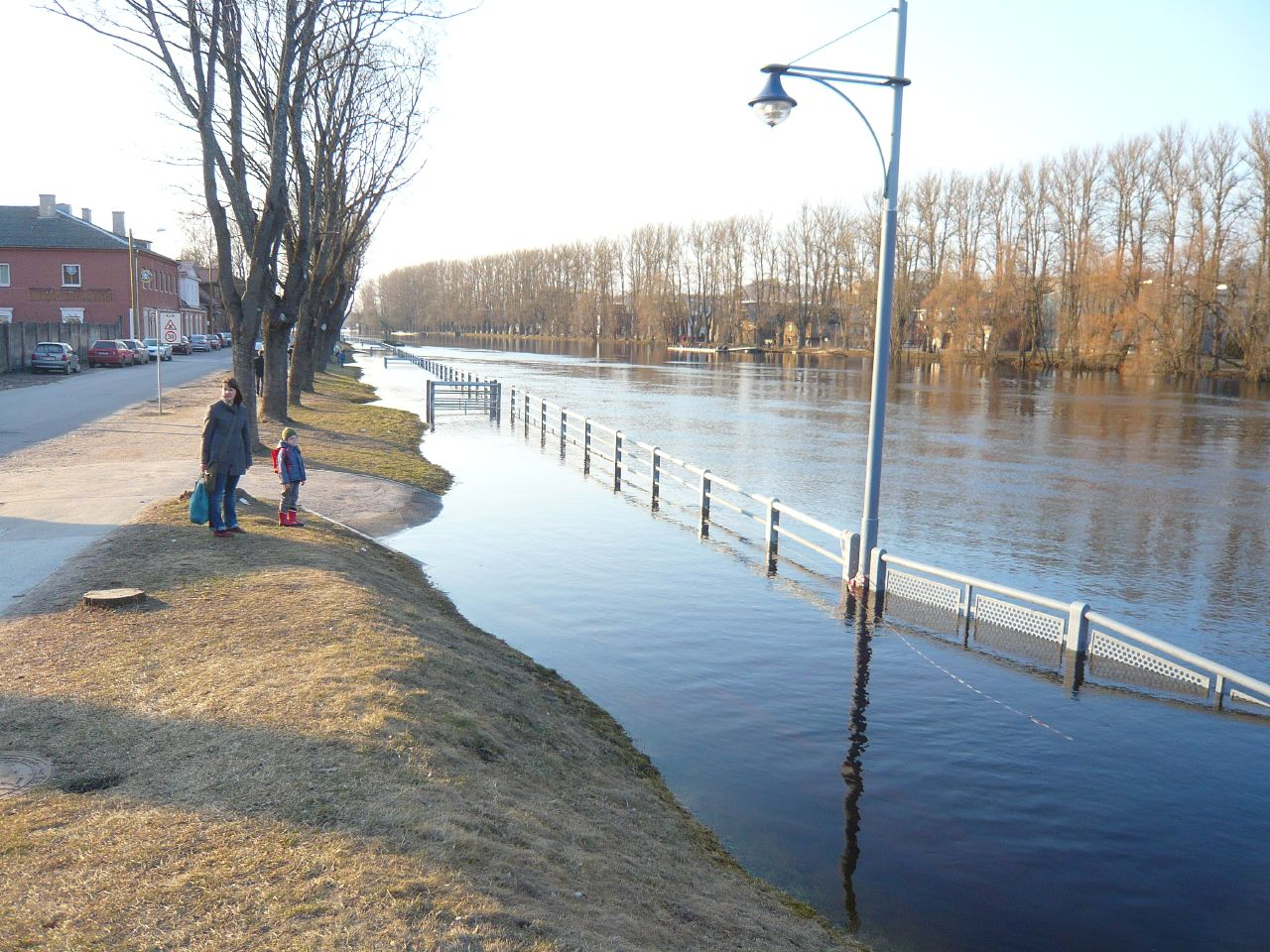
El río Emajõgi visto desde Supilinn
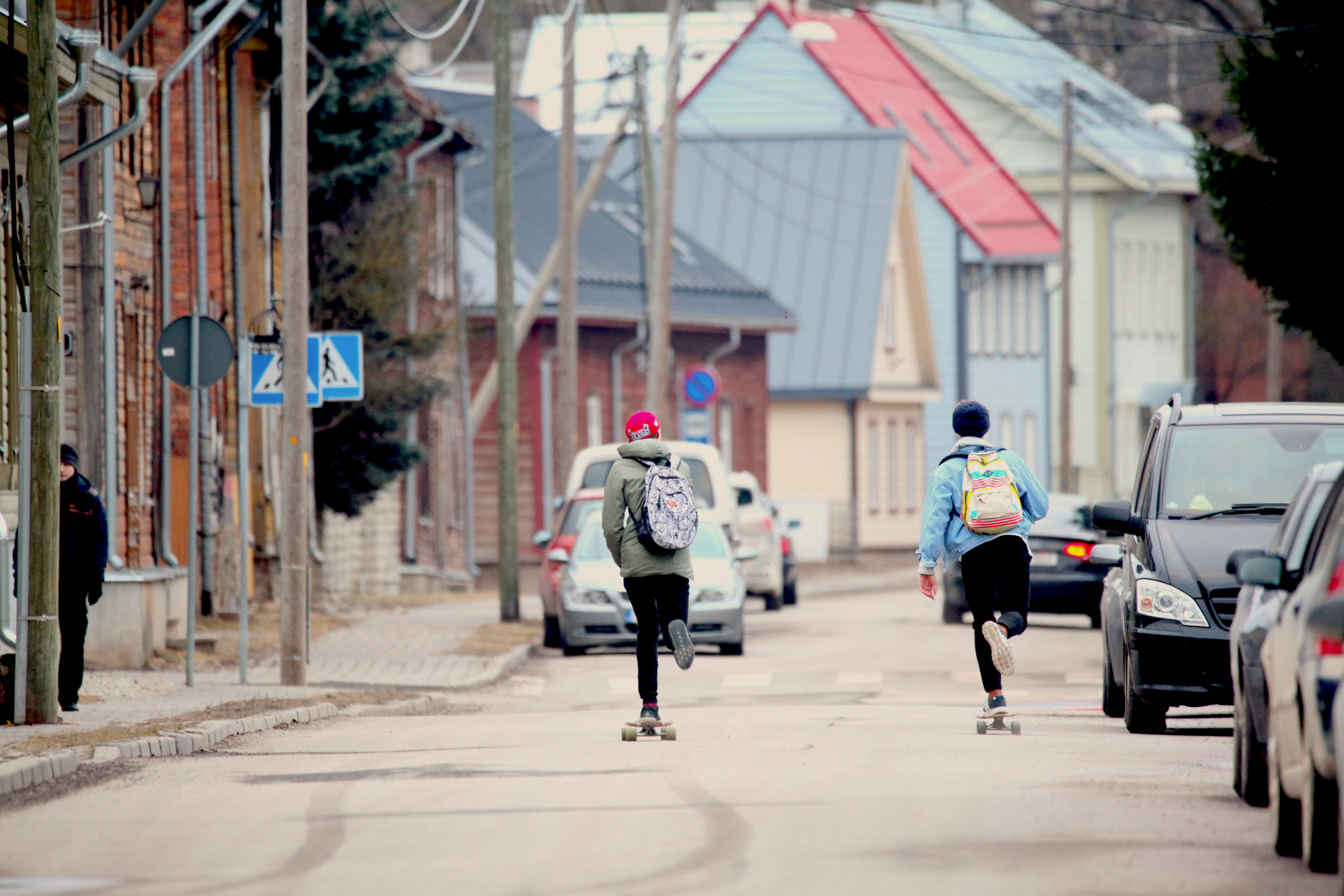
Calle Herne